# Dominikanska republiken i olympiska sommarspelen 2008
Dominikanska republiken i olympiska sommarspelen 2008 bestod av 25 idrottare som blivit uttagna av Dominikanska republikens olympiska kommitté.

## Bordtennis
- Huvudartikel: Bordtennis vid olympiska sommarspelen 2008
- Singel, herrar

| Idrottare   | Gren   | Grundomgång          | Omgång 1             | Omgång 2             | Omgång 3             | Omgång 4             | Kvartsfinal          | Semifinal            | Final                |
| Idrottare   | Gren   | Motståndare Resultat | Motståndare Resultat | Motståndare Resultat | Motståndare Resultat | Motståndare Resultat | Motståndare Resultat | Motståndare Resultat | Motståndare Resultat |
| ----------- | ------ | -------------------- | -------------------- | -------------------- | -------------------- | -------------------- | -------------------- | -------------------- | -------------------- |
| Luis Lin Ju | Singel | Bye                  | Apolonia (POR) W 4-1 | Crisan (ROU) L 4-1   | Gick inte vidare     | Gick inte vidare     | Gick inte vidare     | Gick inte vidare     | Gick inte vidare     |

- Singel, damer

| Idrottare         | Gren   | Grundomgång          | Omgång 1             | Omgång 2             | Omgång 3             | Omgång 4             | Kvartsfinal          | Semifinal            | Final                |
| Idrottare         | Gren   | Motståndare Resultat | Motståndare Resultat | Motståndare Resultat | Motståndare Resultat | Motståndare Resultat | Motståndare Resultat | Motståndare Resultat | Motståndare Resultat |
| ----------------- | ------ | -------------------- | -------------------- | -------------------- | -------------------- | -------------------- | -------------------- | -------------------- | -------------------- |
| Jenifer Qian Lian | Singel | Fomum (CMR) W 4-0    | Nanthana (THA) L 4-1 | Gick inte vidare     | Gick inte vidare     | Gick inte vidare     | Gick inte vidare     | Gick inte vidare     | Gick inte vidare     |
| Nieves Xue        | Singel | Bye                  | Bye                  | Sang (AUS) W 4-0     | Wang (SIN) W 4-1     | Gao (USA) W 4-3      | Guo (CHN) L 4-0      | Gick inte vidare     | Gick inte vidare     |

- Lag, damer

| Lag                     | Poäng | Matcher | Vinster | Förluster | GW | GL |
| ----------------------- | ----- | ------- | ------- | --------- | -- | -- |
| Kina                    | 6     | 3       | 3       | 0         | 9  | 0  |
| Österrike               | 5     | 3       | 2       | 1         | 6  | 3  |
| Kroatien                | 4     | 3       | 1       | 2         | 3  | 7  |
| Dominikanska republiken | 3     | 3       | 0       | 3         | 1  | 9  |

13 augusti
| Österrike | 3–0 | Dominikanska republiken |
| Kina      | 3–0 | Dominikanska republiken |

14 augusti
| Kroatien | 3–1 | Dominikanska republiken |

## Boxning
- Huvudartikel: Boxning vid olympiska sommarspelen 2008

| Tävlande               | Viktklass       | Sextondelsfinal            | Åttondelsfinal        | Kvartsfinal            | Semifinal             | Final                    |
| Tävlande               | Viktklass       | Motståndare Resultat       | Motståndare Resultat  | Motståndare Resultat   | Motståndare Resultat  | Motståndare Resultat     |
| ---------------------- | --------------- | -------------------------- | --------------------- | ---------------------- | --------------------- | ------------------------ |
| Winston Mendez         | Lätt flugvikt   | Bilali (KEN) W 9-3         | Ruanroeng (THA) L 3-7 | Gick inte vidare       | Gick inte vidare      | Gick inte vidare         |
| Juan Carlos Payano     | Flugvikt        | Thomas (FRA) W 10-6        | Picardi (ITA) L 4-8   | Gick inte vidare       | Gick inte vidare      | Gick inte vidare         |
| Roberto Navarro        | Fjädervikt      | Porozo (ECU) L 3-+3        | Gick inte vidare      | Gick inte vidare       | Gick inte vidare      | Gick inte vidare         |
| Manuel Félix Díaz      | Lätt weltervikt | Hambardzumyan (ARM) W 11-4 | Joyce (IRL) W +11-11  | Sepahvand (IRI) W 11-6 | Vastine (FRA) W 12-10 | Boonjumnong (THA) W 12-4 |
| Gilbert Lenin Castillo | Weltervikt      | Strets'kyy (UKR) L 6-9     | Gick inte vidare      | Gick inte vidare       | Gick inte vidare      | Gick inte vidare         |
| Argenis Casimiro       | Medelvikt       | Bye                        | Blanco (VEN) L 7-18   | Gick inte vidare       | Gick inte vidare      | Gick inte vidare         |

## Friidrott
- Huvudartikel: Friidrott vid olympiska sommarspelen 2008

Förkortningar
- Noteringar – Placeringarna avser endast löparens eget heat
- Q = Kvalificerad till nästa omgång
- q = Kvalificerade sig till nästa omgång som den snabbaste idrottaren eller, i fältgrenarna, via placering utan att uppnå kvalgränsen.
- NR = Nationellt rekord
- N/A = Omgången ingick inte i grenen
- Bye = Idrottaren behövde inte delta i denna omgång

Herrar
Bana och landsväg
| Idrottare                                                       | Gren       | Heat       | Heat      | Semifinal        | Semifinal        | Final            | Final            |
| Idrottare                                                       | Gren       | Resultat   | Placering | Resultat         | Placering        | Resultat         | Placering        |
| --------------------------------------------------------------- | ---------- | ---------- | --------- | ---------------- | ---------------- | ---------------- | ---------------- |
| Arismendy Peguero                                               | 400 m      | 46.28      | 6         | Gick inte vidare | Gick inte vidare | Gick inte vidare | Gick inte vidare |
| Félix Sánchez                                                   | 400 m häck | 51.10      | 5         | Gick inte vidare | Gick inte vidare | Gick inte vidare | Gick inte vidare |
| Joel Báez Pedro Mejia Arismendy Peguero Carlos Santa Yoel Tapia | 4 x 400 m  | 3:04.31 SB | 8         | i.u.             | i.u.             | Gick inte vidare | Gick inte vidare |

Damer
Bana & landsväg
| Mariely Sánchez | 200 m | 24.05 | 6 | Gick inte vidare | Gick inte vidare | Gick inte vidare | Gick inte vidare | Gick inte vidare | Gick inte vidare |

## Judo
Herrar
| Idrottare    | Gren                    | Inledande omgång     | Sextondelsfinal             | Åttondelsfinal            | Kvartsfinal          | Semifinal            | Återkval 1                    | Återkval 2           | Återkval 3           | Final / BM           | Final / BM       |
| Idrottare    | Gren                    | Motståndare Resultat | Motståndare Resultat        | Motståndare Resultat      | Motståndare Resultat | Motståndare Resultat | Motståndare Resultat          | Motståndare Resultat | Motståndare Resultat | Motståndare Resultat | Placering        |
| ------------ | ----------------------- | -------------------- | --------------------------- | ------------------------- | -------------------- | -------------------- | ----------------------------- | -------------------- | -------------------- | -------------------- | ---------------- |
| Juan Jacinto | Halv lättvikt (-66 kg)  | BYE                  | Uchishiba (JPN) L 0000–1001 | Gick inte vidare          | Gick inte vidare     | Gick inte vidare     | Miresmaeili (IRI) L 0000–0011 | Gick inte vidare     | Gick inte vidare     | Gick inte vidare     | Gick inte vidare |
| Teófilo Diek | Halv tungvikt (-100 kg) | BYE                  | Morgan (CAN) L 1001–0000    | Gick inte vidare          | Gick inte vidare     | Gick inte vidare     | Gick inte vidare              | Gick inte vidare     | Gick inte vidare     | Gick inte vidare     | Gick inte vidare |
| María García | Halv lättvikt (-52 kg)  | BYE                  | Fernandes (BRA) W 0010–0001 | Kim K-O (KOR) L 0000–1003 | Gick inte vidare     | Gick inte vidare     | Gick inte vidare              | Gick inte vidare     | Gick inte vidare     | Gick inte vidare     | Gick inte vidare |

## Segling
Herrar
| Seglare     | Gren  | Lopp | Lopp | Lopp | Lopp | Lopp | Lopp | Lopp | Lopp | Lopp | Lopp | Lopp | Summerad poäng | Finalplacering |
| Seglare     | Gren  | 1    | 2    | 3    | 4    | 5    | 6    | 7    | 8    | 9    | 10   | M*   | Summerad poäng | Finalplacering |
| ----------- | ----- | ---- | ---- | ---- | ---- | ---- | ---- | ---- | ---- | ---- | ---- | ---- | -------------- | -------------- |
| Raul Aguayo | Laser | 37   | 30   | 35   | 38   | 34   | 28   | 29   | 36   | 29   | CAN  | EL   | 258            | 40             |

M = Medaljlopp; EL = Eliminerad – gick inte vidare till medaljloppet;

## Simning
- Huvudartikel: Simning vid olympiska sommarspelen 2008

## Skytte
- Huvudartikel: Skytte vid olympiska sommarspelen 2008

## Taekwondo
| Idrottare        | Gren             | Åttondelsfinaler     | Kvartsfinaler        | Semifinaer           | Återkval             | Bronsmatch           | Final                 | Final     |
| Idrottare        | Gren             | Motståndare Resultat | Motståndare Resultat | Motståndare Resultat | Motståndare Resultat | Motståndare Resultat | Motståndare Resultat  | Placering |
| ---------------- | ---------------- | -------------------- | -------------------- | -------------------- | -------------------- | -------------------- | --------------------- | --------- |
| Gabriel Mercedes | Herrarnas −58 kg | Póvoa (POR) W 3–0    | Chu M-Y (TPE) W 3–2  | Ramos (ESP) W 3–2    | Bye                  | Bye                  | Pérez (MEX) L 1–1 SUP | 2         |

## Tyngdlyftning
- Huvudartikel: Tyngdlyftning vid olympiska sommarspelen 2008